# 1804 Chebotarev
Chebotarev (asteróide 1804) é um asteróide da cintura principal, a 2,3586031 UA. Possui uma excentricidade de 0,0215745 e um período orbital de 1 367,04 dias (3,75 anos).
Chebotarev tem uma velocidade orbital média de 19,1835592 km/s e uma inclinação de 3,63475º.
Esse asteróide foi descoberto em 6 de Abril de 1967 por Tamara Smirnova.